# Glen Bennett
Glen Thomas Bennett là một chính khách người New Zealand và là thành viên của Đảng Lao động trung tả cầm quyền. Ông được bầu làm thành viên Quốc hội của New Plymouth tại cuộc tổng tuyển cử New Zealand 2020, đánh bại ứng cử viên Quốc gia và đương nhiệm Jonathan Young. Trước khi tham gia chính trị, ông đã làm việc trong lĩnh vực cộng đồng hơn 20 năm.

## Sự nghiệp chính trị
| Quốc hội New Zealand |          |                |           |          |
| Năm                  | Nhiệm kỳ | Khu vực bầu cử | Danh sách | Đảng     |
| 2020–nay             | 53       | New Plymouth   | 72        | Lao động |

Bennett là thành viên của chi bộ Đảng Lao động New Plymouth tại địa phương trong hơn 5 năm trước khi được lựa chọn. Vào cuối năm 2019, Bennett đã không được ứng cử cho đề cử của Lao động cho ghế ở New Plymouth, sau khi phục vụ trong điều hành cử tri địa phương trong hai năm trước đó.
Tại cuộc tổng tuyển cử năm 2020, New Plymouth đã không được coi là một ghế để chuyển sang tay đảng Lao động, với đảng này đã không giữ ghế kể từ năm 2008. Vào đêm đó, Bennett đã đánh bại nghị sĩ Đảng Quốc gia đương nhiệm Jonathan Young với số phiếu cuối cùng là 2.555 phiếu.

## Đời tư
Bennett lớn lên trong một gia đình theo đạo Cơ Đốc, nơi cha mẹ ông đều hoạt động trong Đội quân Cứu rỗi. Bennett thường thấy mình ở chung nhà với những thành viên của công chúng có nhu cầu. Sau khi chuyển đến New Plymouth, Bennett bắt đầu sự nghiệp trong công tác cộng đồng, làm việc trong hai mươi năm với nhiều vai trò khác nhau như phát triển thanh niên, phát triển cộng đồng, doanh nghiệp kinh doanh và phục hồi công lý. Năm 2016, Bennett là một trong những nhà lãnh đạo của hikoi hòa bình ở Parihaka.
Bennett công khai là người đồng tính và đính hôn với hôn phu Jon sau màn cầu hôn trên sân khấu tại buổi hòa nhạc Troy Kingi ở New Plymouth. Trong chiến dịch năm 2020, Bennett đã bị một thành viên của công chúng buộc tội về tình dục của ông, điều này dẫn đến việc Andrew Little phải can thiệp để ngăn chặn hành vi lạm dụng.